# Доменико Морозини
Доменико Морозини (на италиански: Domenico Morosini) е тридесет и седми дож на Република Венеция от 1148 до 1156 г.
По време на управлението на Морозини венецианският флот под командването на сина на предишния дож Пиетро Полани – Наймеро Полани и на още един представител на фамилията Полани – Джовани Полани, побеждава норманите на Георги Антиохийски, сподвижник на сицилианския крал Роже II Сицилиански при нос Матапан. Подписаният в резултат на това мирен договор със Сицилианското кралство гарантира водещите позиции на Венеция в Адриатика.
Най-големият успех на дожа е помиряването на двете фракции в Репyблика Венеция, сформирани около фамилиите Дандоло и Бадоер от една страна и Полани от друга. Именията на Дандоло, сринати със земята по време на предишния дож, сега са възстановени за сметка на държавата, а Бадоер се връщат от изгнание обратно във Венеция.
Доменико Морозини умира през февруари 1156 г. след осемгодишно управление.

## Семейство
Доменико Морозини се жени за една красива пленница на име София, родом някъде от източните земи.